# أمبرواز دوبونت
أمبرواز دوبونت هو سياسي فرنسي، ولد في 11 مايو 1937 في Victot-Pontfol ‏ في فرنسا. نشط حزبياً في الاتحاد من أجل حركة شعبية.

## مناصب
- انتخب  خلال فترته النيابية ‏ (23 مارس 2014 – 17 مايو 2020).
- انتخب  لترشحه ضمن قائمة Victot-Pontfol [الإنجليزية]‏، خلال فترته النيابية ‏ (29 مارس 2014 – ).
- انتخب Mayor of Victot-Pontfol ‏ خلال فترته النيابية ‏ (28 سبتمبر 1974 – 22 مايو 2020).
- انتخب عضو المجلس العام  [لغات أخرى]‏.
- انتخب عضو مجلس الشيوخ الفرنسي ‏.